# عدنانیه فرجین
عدنانیه فرجین (به عربی: العدنانیة فرجین) یک روستا در سوریه است که در ناحیه درکوش واقع شده‌است. عدنانیه فرجین ۵۱۷ نفر جمعیت دارد.